# Benediktinerinnenabtei Kergonan

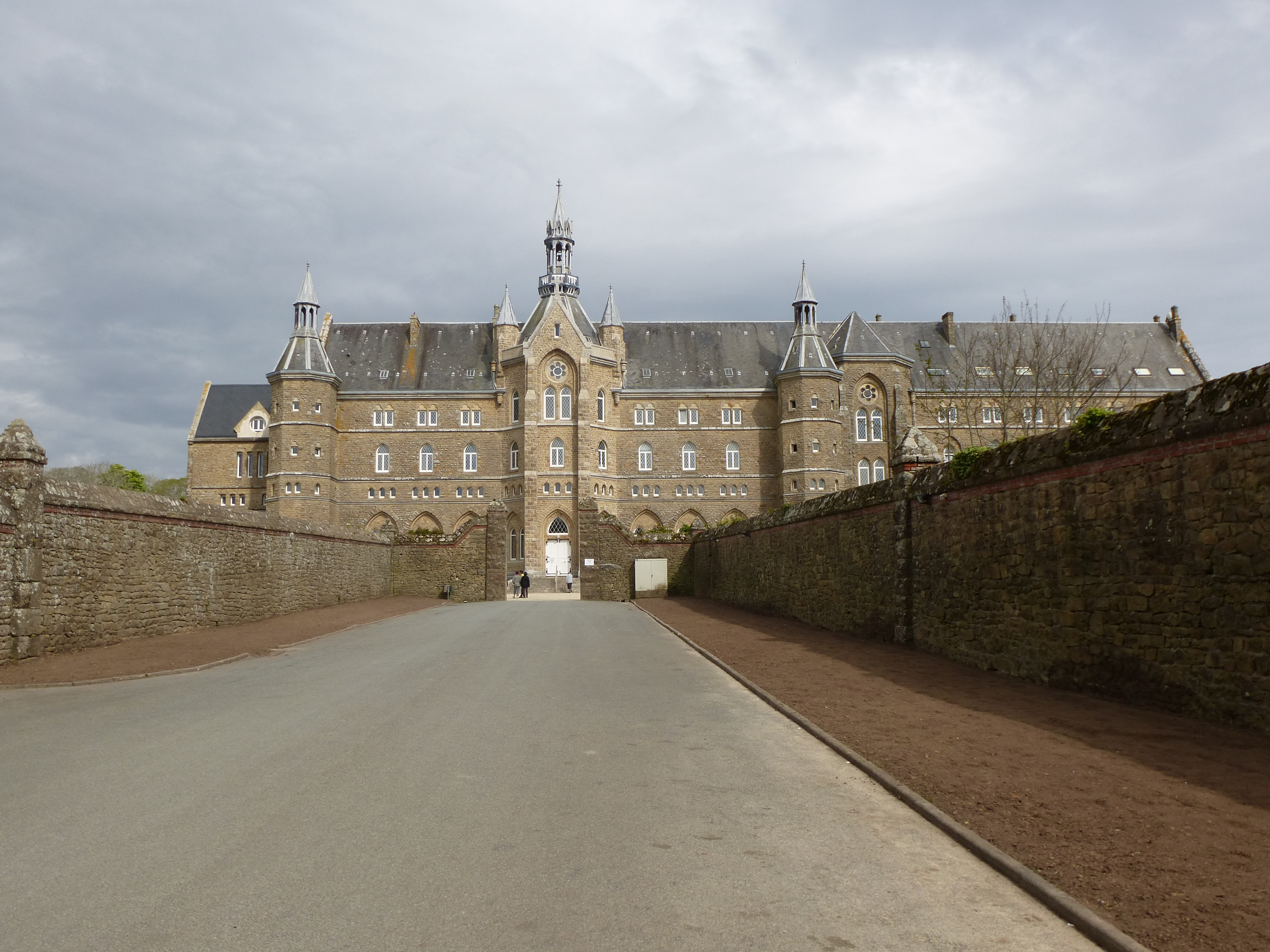
Abtei Saint-Michel, Kergonan

Die Benediktinerinnenabtei Kergonan ist seit 1898 ein französisches Kloster der Benediktinerinnen in Plouharnel (Bistum Vannes) in der Bretagne.

## Geschichte
Die Benediktinerinnenabtei Solesmes unter Äbtissin Cécile Bruyère gründete 1898 im Département Morbihan bei Carnac das Tochterkloster Abbaye Saint-Michel de Kergonan, das 1905 (im Exil) zur Abtei erhoben wurde. 1901 wichen die Nonnen vor der klosterfeindlichen Dritten Republik auf die Isle of Wight aus. 1919 konnten sie zurückkehren. Von 1943 bis 1945 war ihr Kloster durch die deutschen Besatzer beschlagnahmt, und sie mussten im Schloss Coëtcandec in Locmaria-Grand-Champ unterkommen. Die 1972 eingeweihte Klosterkirche brannte 2007 ab und musste neu gebaut werden (Neueinweihung 2012).

### Äbtissinnen
- 1905–1938: Lucie Schmitt (* 1849 in Niort)
- 1938–1946: Raphaël Estrabou († 1985)
- 1947–1982: Jeanne Paris (* 1902 in Arras; † 1986)
- 1983–2007: Marie-Françoise Euverte (* 1930 in Paris)
- seit 2007: Laurence Dupré la Tour (* 1948 in Lannemezan)